# مسابقه بزرگ (فیلم ۲۰۱۴)
مسابقه بزرگ (انگلیسی: Big Match؛‏ کره‌ای: 빅매치) فیلم اکشن تلویزیونی محصول سال ۲۰۱۴ کره جنوبی به کارگردانی و نویسندگی چوی هو و با بازی لی جونگ جه، شین ها کیون، لی سونگ مین، بوآ و کیم یی سونگ است.

## داستان
چوی ایک هو (لی جونگ جه)، فوتبالیست سابق و ستاره هنرهای رزمی ترکیبی یواف‌سی است که با لقب «زامبی» معروف است. وقتی برادر بزرگ‌تر و مربی‌اش، یونگ هو، به‌طور ناگهانی ناپدید می‌شود، پلیس او را به عنوان مظنون اصلی قتل دستگیر می‌کند.

## بازیگران
- لی جونگ جه در نقش چوی ایک هو[۴][۵][۶]
- شین ها کیون در نقش اِیس
- لی سونگ مین در نقش چوی یونگ هو
- بوآ در نقش سو کیونگ[۷][۸][۹][۱۰]
- کیم یی سونگ در نقش کارآگاه دو
- به سونگ وو در نقش اکسی
- سون هو جون در نقش جه یول
- چوی وو شیک در نقش گورو، هکر
- ریو هه رین در نقش، ختر توییتر
- کیم یونگ سونگ در نقش جو
- پارک دو شیک در نقش کارآگاه نام
- را می ران در نقش همسر یونگ هو